# Orski
Orski, Orska – polskie nazwisko, w Polsce nosi je ok. 350 osób.
Osoby noszące to nazwisko:
- Jadwiga Orska (ur. 8 marca 1923, zm. 28 stycznia 2004 w Warszawie) – polska geolog, petrograf, specjalista geologii złóż surowców chemicznych, a zwłaszcza soli, współodkrywca złoża soli polihalitowych w rejonie Zatoki Puckiej
- Jerzy Orski (ur. 25 marca 1894 we Lwowie, zm. ?) – generał brygady Wojska Polskiego
- Joanna Orska (ur. 1973) – krytyk i historyk literatury
- Marek Orski (ur. 5 stycznia 1955 r. w Gdańsku, zm. 10 kwietnia 2011 r) – Prof. UG, dr hab., polski historyk, politolog, badacz systemu obozów koncentracyjnych
- Maria Orska (ur. 16 marca 1896 w Mikołajowie, zm. 16 maja 1930 w Wiedniu) – aktorka
- Mariusz Orski – polski reżyser; absolwent Akademii Teatralnej w Warszawie
- Ryszard Orski (ur. 1935 w Zakopanem) – polsko-amerykański rzeźbiarz